# Granitschale im Lustgarten

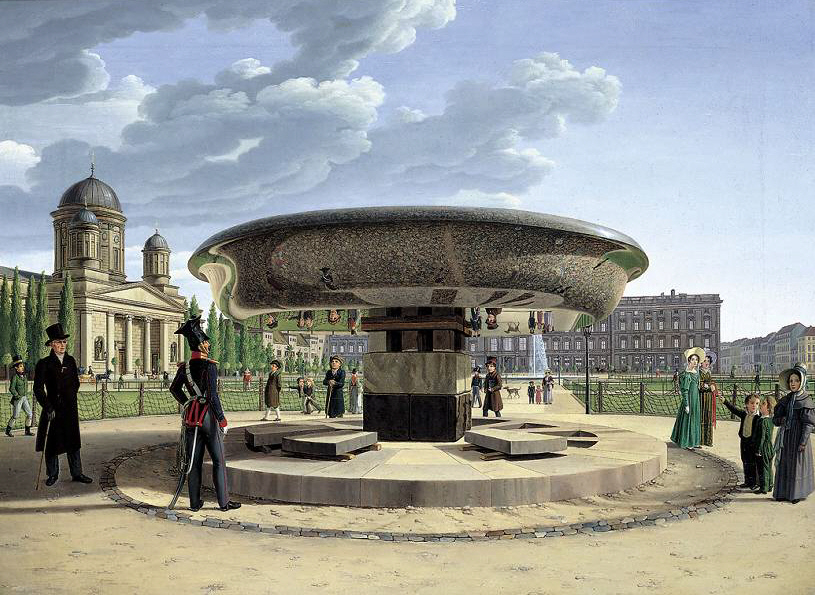
Johann Erdmann Hummel: Die Granitschale im Berliner Lustgarten, 1831, Alte Nationalgalerie Berlin (links: Bauinspektor und Steinmetz Cantian mit Zylinder)

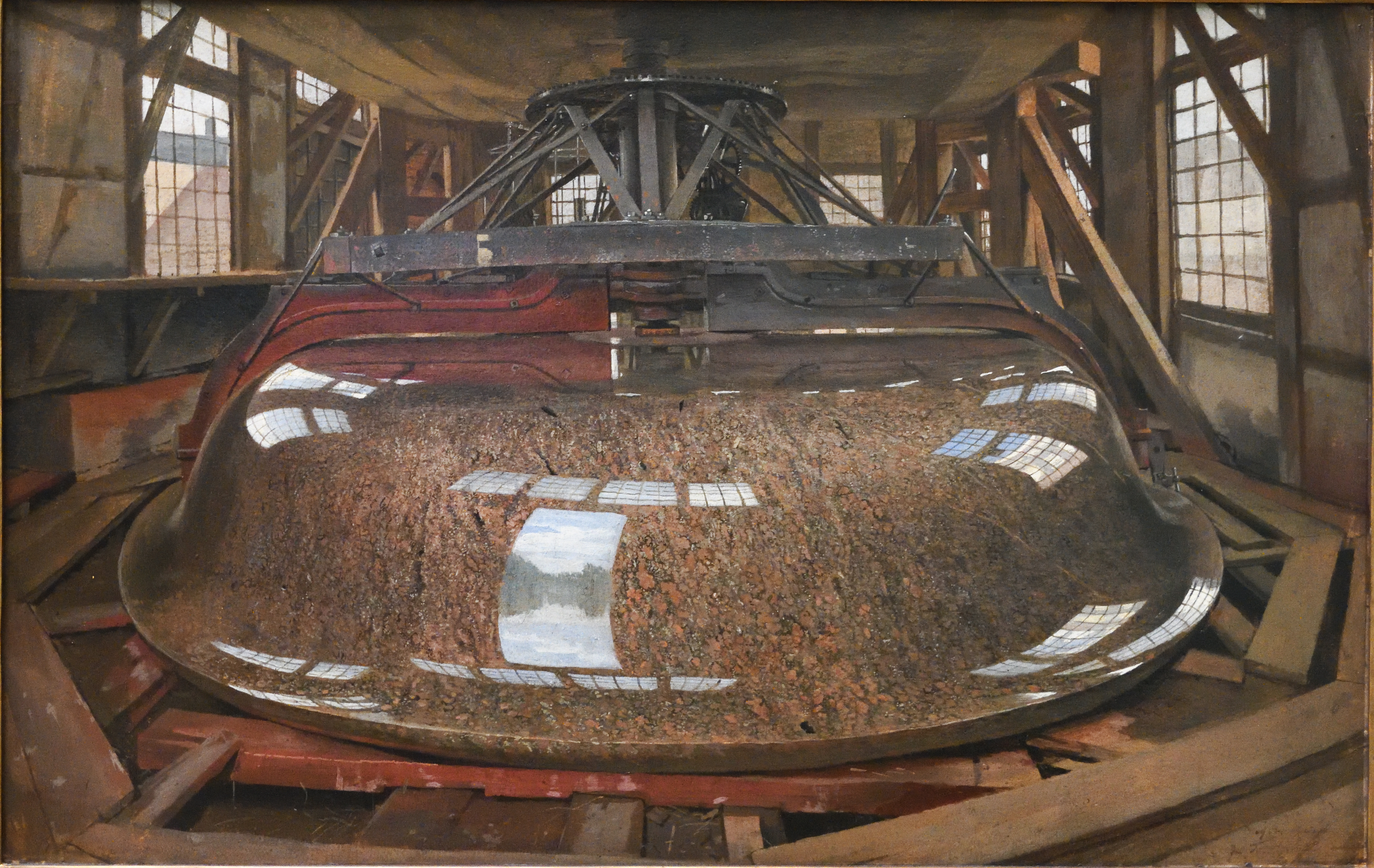
Johann Erdmann Hummel: Polierte Granitschale in der mit Dampf angetriebenen Schleifanlage, 1831, Alte Nationalgalerie Berlin

Die Große Granitschale im Lustgarten vor dem Alten Museum im Berliner Lustgarten hat einen Durchmesser von 6,91 Metern und ein Gewicht von etwa 75 Tonnen. Sie wird als Biedermeierweltwunder bezeichnet und ist mit einem Umfang von 691⁄7 Fuß (ca. 21,7 Meter) die weltweit größte aus einem einzelnen Stein gefertigte Schale.
Die Granitschale, die der preußische König Friedrich Wilhelm III. bestellte, sollte zunächst in der Rotunde des Museums aufgestellt werden. Da sie größer wurde als ursprünglich geplant, musste sie vor dem Museum Platz finden. Die Schale war in jener Zeit nicht nur ein viel bestauntes und beachtetes technisches Wunderwerk, das der Maler Johann Erdmann Hummel in mehreren Skizzen und auf Gemälden abbildete, sondern galt auch als „vaterländisches Symbol“, „Kultgestein“ und „Mythos“.

## Geschichte

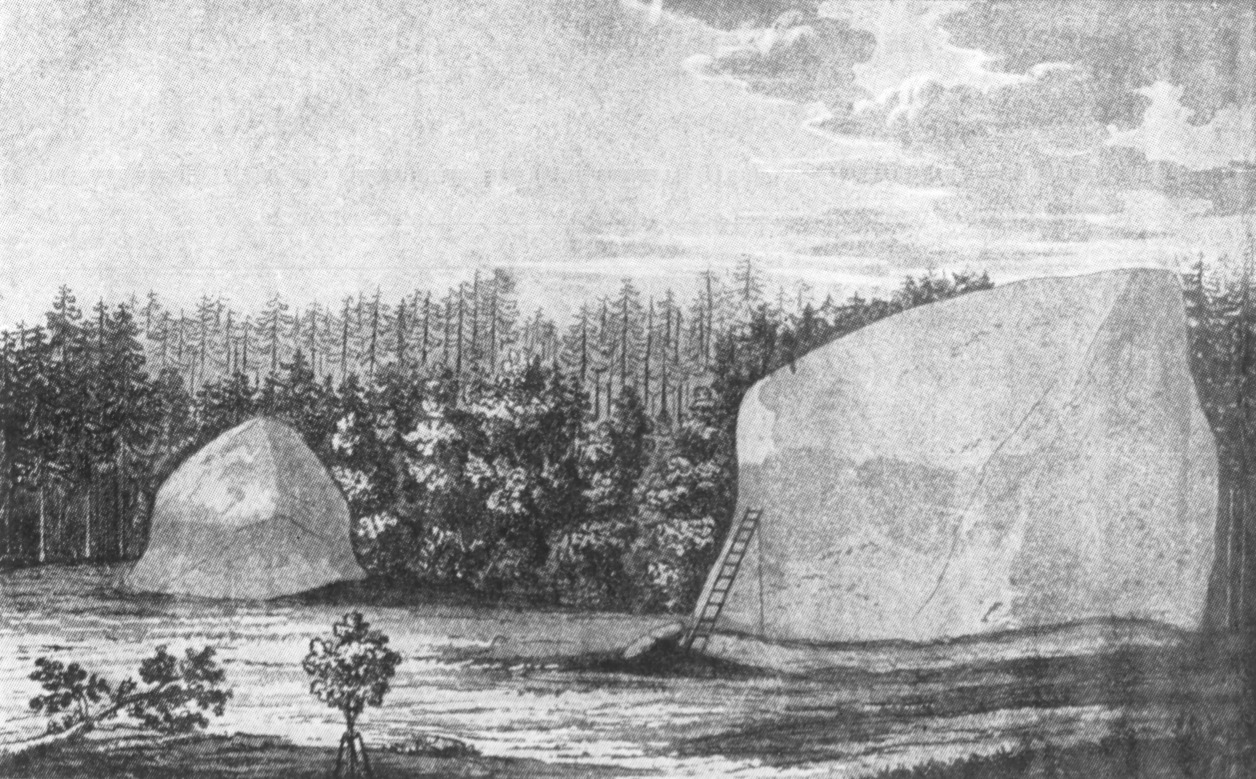
Der Große und der Kleine Markgrafenstein in einer Darstellung von 1821

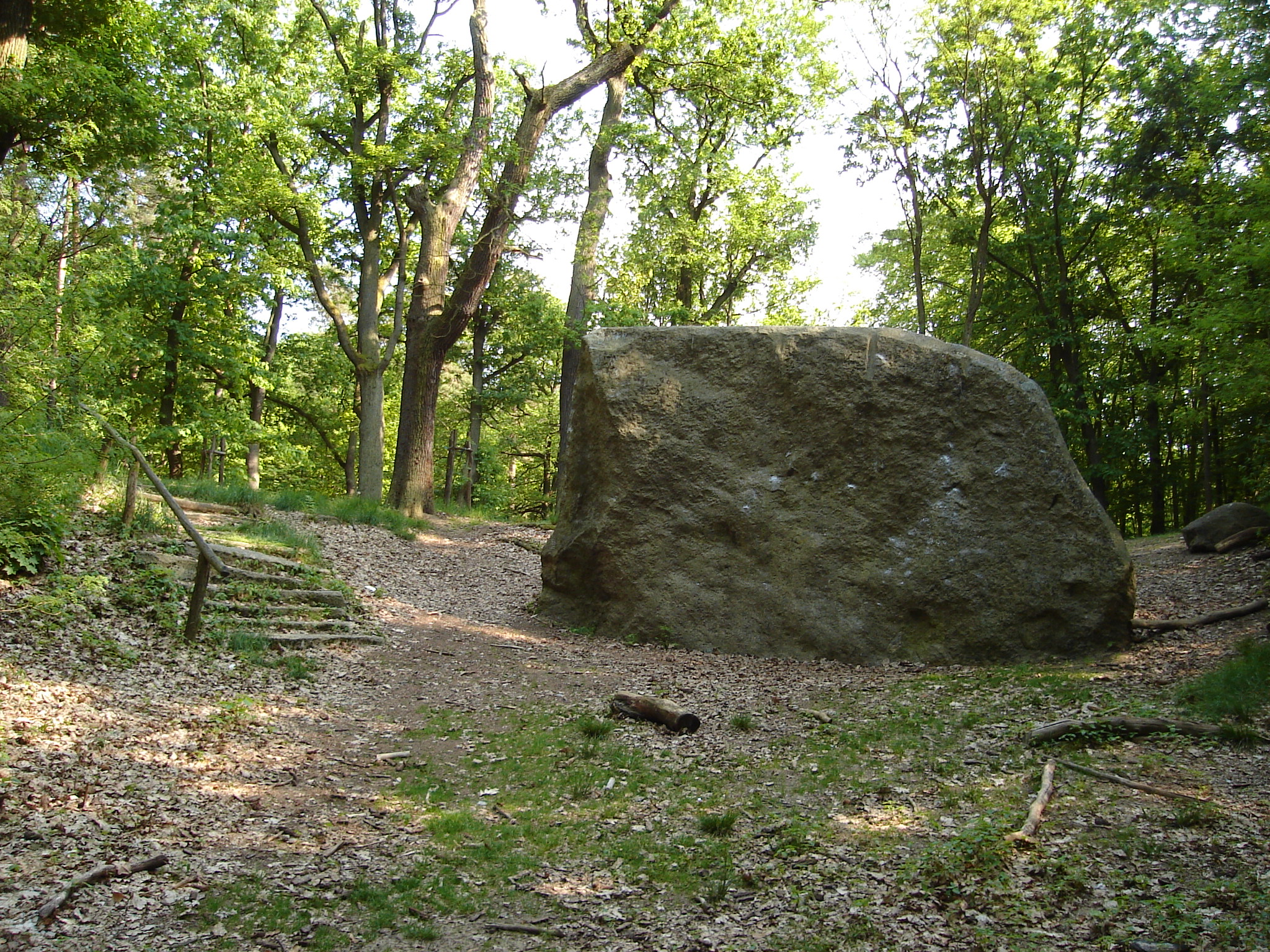
Der Rest des Großen Markgrafensteins, 2005

Auf der Akademie-Ausstellung in Berlin von 1826 zeigte der Bauinspektor und Steinmetz Christian Gottlieb Cantian eine kreisrunde Granitschale mit 6 Fuß (1,83 Meter) Durchmesser und zwei weitere kleinere Schalen aus Stein, an denen der englische Gesandte William Cavendish, 6. Duke of Devonshire Gefallen fand und die ihn veranlassten, eine solche steinerne Schale zu ordern. Als der preußische König Friedrich Wilhelm III. dies erfuhr, beauftragte er 1826 Cantian, ebenfalls eine solche Granitschale anzufertigen. Diese sollte die britische Schale übertreffen. Der König fügte hinzu, dass „das größte Produkt der Art im Lande bleiben soll“. Cantian sicherte die Lieferung einer Schale mit 17 Fuß (5,34 Meter) Durchmesser zu und betonte, dass sie noch beeindruckender ausfallen werde als „die herrliche Porphyrschale aus Neros Goldenem Haus in der Sala Rotunda des Vatikans“. Der preußische Oberlandesbaurat Karl Friedrich Schinkel plante daraufhin, diese Schale in der Rotunde des im Bau befindlichen Alten Museums aufzustellen, um Besucher dort „für den Genuss und die Erkenntnis“ der Sammlung „empfänglicher zu machen“.
Einen 600 Tonnen schweren Granitblock beim Schulamt Neuendorf/Bezirk Oderberg hatte Cantian zunächst für geeignet gehalten, schon ab 1825 hatte er damit begonnen, ihn zu spalten. Da sich der Stein aber als zu spröde erwiesen hatte, entschied sich Cantian für den Großen Markgrafenstein, einen riesigen Findling von schätzungsweise 700–750 Tonnen Gewicht und einem Alter von 1420 Millionen Jahren. Diesen aus rotem Karlshamn-Granit bestehenden Findling hatte die Saale- oder Weichseleiszeit aus Karlshamn im mittleren Südschweden bis auf die Stauchendmoräne der Rauenschen Bergen transportiert, wo sich ein weiteres Großgeschiebe aus Karlshamn-Granit befindet (Zwenger 2000).
Der Rohling für die Granitschale wurde im September 1827 vom größeren der beiden Markgrafensteine abgespalten. Cantian teilte dem König nach erfolgreicher Spaltung mit, dass nach ersten Untersuchungen eine Größe der Schale von 22 Fuß (6,90 Meter) möglich sei, und er möge befehlen, wie er vorzugehen habe. Der König ordnete die Größe von 22 Fuß an. Die Schale in dieser Größe passte nunmehr nicht mehr in die Rotunde und brachte Schinkel in eine schwierige Situation, weil einerseits die Schale den Mittelpunkt der Rotunde bilden sollte, andererseits die Raumästhetik von einer solch großen Schale negativ beeinträchtigt werden könnte. Schinkel schlug deshalb vor, die Schale vor der Freitreppe des Museums in ein Halbrund zu stellen, und legte dem König zur Entscheidungsfindung Zeichnungen der Rotunde mit den unterschiedlich großen Schalen vor. Nach mehrfachem Vortrag konnte Schinkel den König überzeugen und dieser genehmigte schließlich am 21. Februar 1829 die Aufstellung im Freien.

### Granit als vaterländisches Symbol, Kultgestein und Mythos

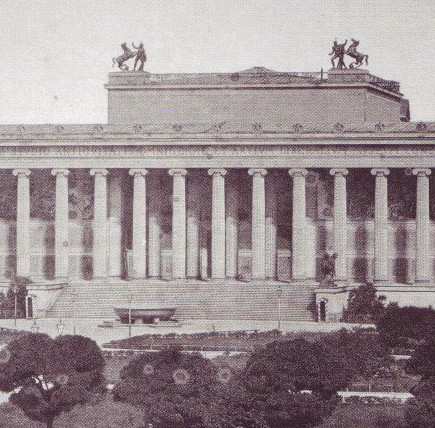
Granitschale und Museum, vor 1854

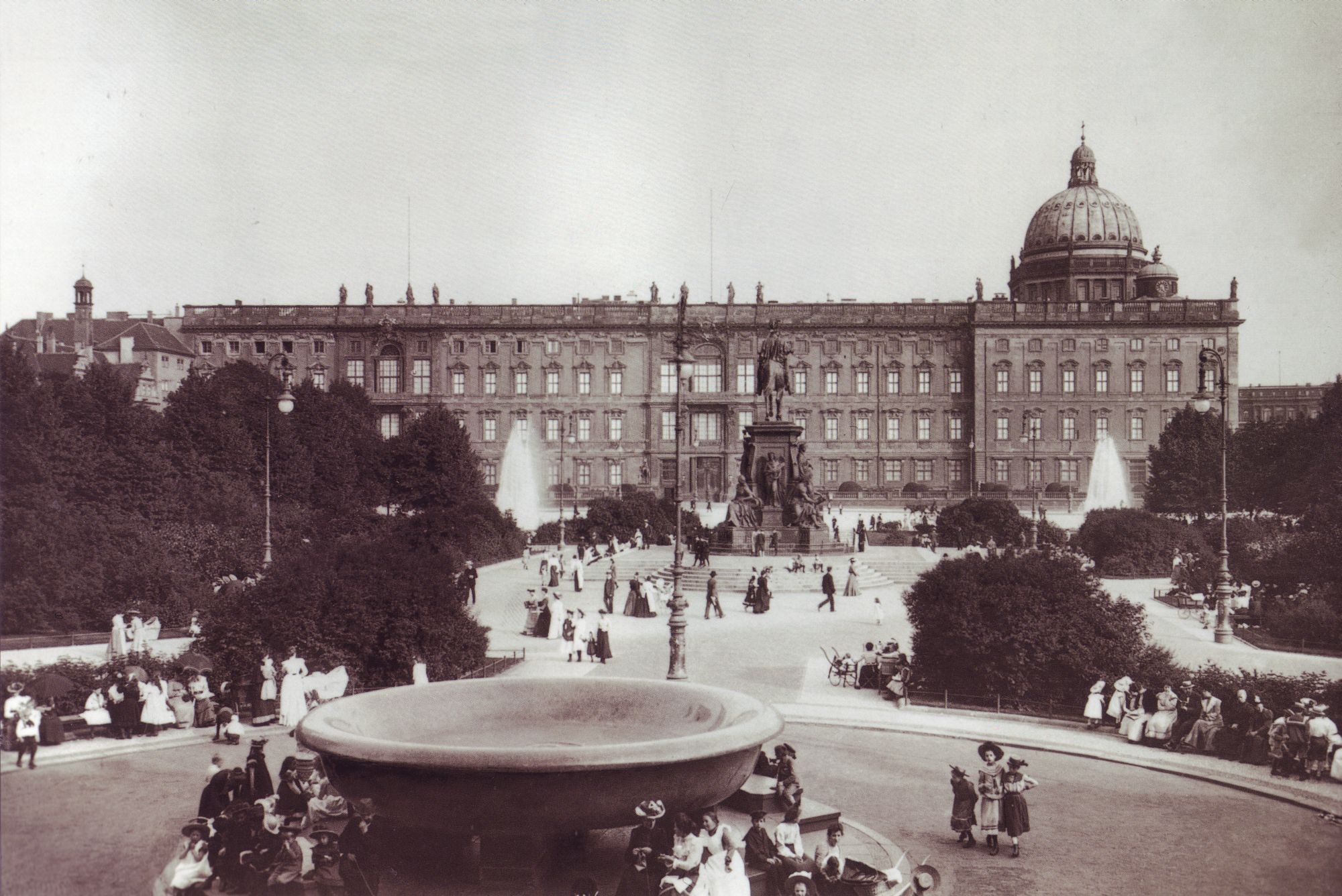
Lustgarten mit Schale im Jahr 1913, im Hintergrund das Stadtschloss

Mit der Ausprägung der Nationalstaaten in den vor- und nachnapoleonischen Zeiten entwickelten Herrscher öffentlich sichtbare Symbole von Macht, Einfluss und Größe. Entsprechend dieser Denkweise wurden in Ägypten und anderen antiken Regionen alte Baudenkmale abgebaut und in europäischen Metropolen aufgestellt, und wenn man davon nichts abbekam oder noch mehr haben wollte, wurden neue Objekte geschaffen; eben auch die Berliner Schale. Sibylle Einholz, die 1997 den Auftrag erhielt, die Eigentumsverhältnisse der Granitschale zu klären, stellt das Biedermeierweltwunder in einen umfassenderen Zusammenhang. Die bisherige Betrachtung der Großen Granitschale als Biedermeierweltwunder, als technisches Wunderwerk der Bearbeitung und des Transports der Schale durch Cantian und dessen künstlerische Würdigung durch den Maler Hummel reiche nicht aus. Sie wertet Granit darüber hinaus als Bedeutungsträger in der Biedermeierzeit, als „vaterländisches Symbol“, „Kultgestein und Mythos“. Ferner hat der Aufstellungsort der Schale eine besondere Bedeutung.

#### Vaterländisches Symbol
Neben der Faszination des äußeren Erscheinungsbildes von Granit in seinen unterschiedlichen Farben und glänzenden Reflexionen wurden in der Biedermeierzeit diesem Gestein menschliche Eigenschaften zugeordnet, so Einholz. Granit ließ sich mit den damals üblichen Arbeitsweisen und Werkzeugen nur schwer bearbeiten und bis zur Politur bringen. Granit bildete somit ein Symbol für Festigkeit und Standhaftigkeit. Diese These wird dadurch belegt, dass Friedrich Wilhelm III. am 1. September 1818 bei der anstehenden Entscheidung über den Entwurf des Lutherdenkmals in Wittenberg auf einem Sockel aus Granit beharrte, weil nur dieses Material für ihn dem Charakter Luthers von unerschütterlicher Festigkeit gleichkomme.
Sie weist darauf hin, dass Granitfindlinge nicht nur mit menschlichen Eigenschaften ausgestattet, sondern auch mit dem Attribut „vaterländisch“ versehen wurden. So schrieb Johann Gottfried Schadow 1818 an Goethe über das geplante Blücher-Denkmal in Rostock, dass „das Piedestal von neun Fuß (2,82 Meter) aus vaterländischem Granit“ für ihn nur in Mecklenburger Granit zur Ausführung kommen könne. Goethe sah sich dabei in seinem Aufsatz „Granitarbeiten in Berlin“ (1828) in seiner alten These bestätigt, dass die riesigen Findlinge nicht von fern her kamen, sondern „an Ort und Stelle sind sie liegen geblieben, als Reste großer in sich selbst zerfallener Felsmassen“. Cantian selbst präsentierte seine Arbeiten in Ausstellungskatalogen der Akademie als aus „vaterländischen Granit“. Die Devise bzw. der „nationale Index“ war die „größte Schale aus größtem Granitfund“, so Einholz. Vergleichbarer Monumentalismus scheiterte am geplanten Blücher-Mausoleum, das von einer Kuppel mit dem Durchmesser von 4,25 Metern nach dem Vorbild des Theoderichgrabmals in Ravenna aus einem Granitfindling namens „Blücherstein“ vom schlesischen Zobtenberg überdacht werden sollte. Das misslang gänzlich, weil sich der 650 Tonnen schwere Granitblock wegen technischer Schwierigkeiten nicht transportieren ließ.
Die regional aufzufindenden Granitfindlinge wurden in der Biedermeierzeit zu Nationalsymbolen überhöht. Die Verklärung des Granits zeigte sich unter anderem darin, dass der König von Preußen Granit ohne Angabe eines Verwendungszwecks aufkaufte. Alle Teile des Markgrafensteins fanden prominente Verwendungszwecke.

#### Kultgestein, Mythos und Aufstellungsort
Dass Granit zu Beginn des 19. Jahrhunderts zum „Kultgestein“ stilisiert wird, liegt für Einholz darin begründet, dass es im Biedermeier eine feststellbare Ambivalenz zu überkommenen Kulten gab. Die beiden Porphyrwannen aus den Trümmern der Diokletiansthermen, die Wilhelm von Humboldt 1810 in Rom für das Museum erworben hatte, sollten als Sarkophage der Königsfamilie dienen. Die Anknüpfung an die Bestattungstraditionen der Römischen Antike und der florentinischen Medici war beabsichtigt. Diese These wird an anderer Stelle bestätigt:

„Sowohl der Stein Porphyr als auch die Farbe Purpur waren relativ selten und somit bereits bei den Römern den Kaisern vorbehalten (beispielsweise für Sarkophage aus Porphyr). Diese Tradition hat sich in vielen späteren Kulturkreisen vererbt, z. B. Byzanz, deutsches Kaiserreich unter den Staufern, z. B. Bischöfe der chr. Kirche und, vielleicht zuletzt, bei den Mediciern in Florenz.“

Des Weiteren haben Granit und Porphyr einen identischen Mineralbestand und sind beide rötlich gefärbt. Die Parallelen sind offensichtlich, zudem war die Porphyrschale Cantian bekannt, der ja bekanntlich eine noch „herrlichere“ herstellen wollte.
Ferner wurde der „Heilige Berg Schlesiens“, der Zobtenberg, als Ort des Blücher-Denkmals vorgeschlagen, auf dem sich seit dem 5. Jahrhundert keltische und germanische Kultstätten befanden. Schadow hatte hierfür einen Entwurf gefertigt, der sich nicht verwirklichen ließ. Einholz leitet aus Goethes Schrift über Granit von 1828 ab,

„dass der Granit als Keimzelle, als Träger einer Ur-Information über die Gestaltungsregel der Erde zu begreifen ist. Der Dichter spricht von der Würde des Gesteins, das nicht nur die Grundfeste unseres Planeten, sondern zugleich das Höchste und das Tiefste sei. Dem edlen Gestein – Edelstein – ist nur eine Verarbeitung zum exquisiten Solitär angemessen.“

Zunächst war die Aufstellung der Schale an der exponiertesten Stelle innerhalb des Museums geplant und der Wechsel direkt vor den Eingang des Museums lässt vermuten, dass es einen tiefen Bezug zu diesem Ort gibt. Die Schale ist nicht nur Teil der Architektur des Museums, sondern transferiert Inhalte. Einholz interpretiert Goethe dahingehend,

„dass er an anderer Stelle das Museum als eine Art neuen Heiligtums begriff, zu dem der Mensch einem Pilger gleich wallfahre, so müssen wir an den ausgestellten Gegenständen eine besondere Aura zusprechen.“

Darüber hinausgehend sieht sie einen überzeitlichen Zusammenhang:

„Dem in der Vorhalle geplanten Bilderzyklus Literatur über die Entwicklung des Lebens auf der Erde […] entspräche der in einen Granitsolitär gefasste Grundgedanke über die Gestalt der Erde als geologische Quintessenz – ob nun in der Rotunde oder vor der Freitreppe, bleibt sich gleich.“

### Anfertigung der Granitschale

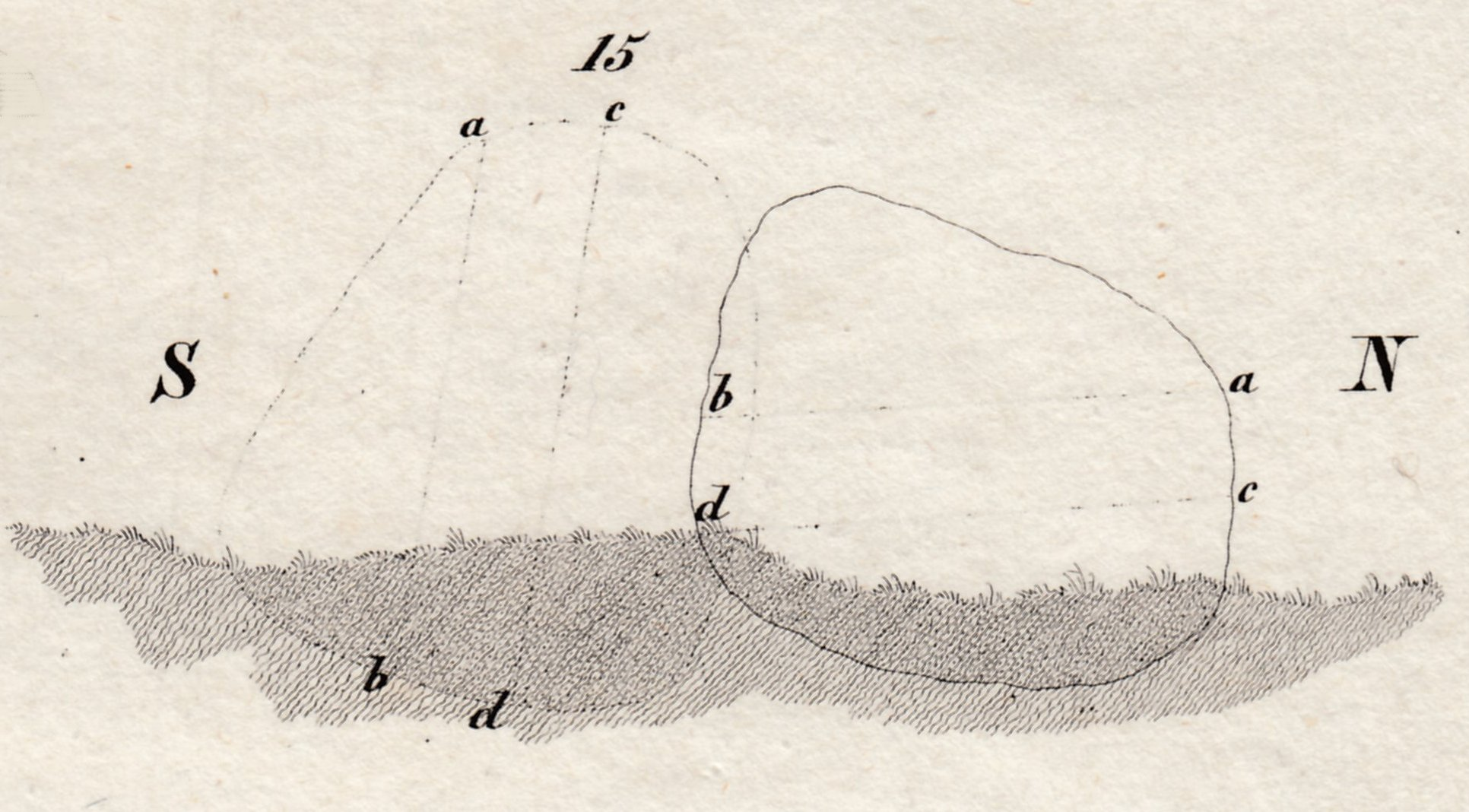
Großer Markgrafenstein: N = ursprüngliche Lage, S = nach der ca. 90°-Drehung, ac bzw. bd = 5 Fuß (1,57 Meter) dicker Rohling Vorgangsbeschreibung unter #Steinspaltung

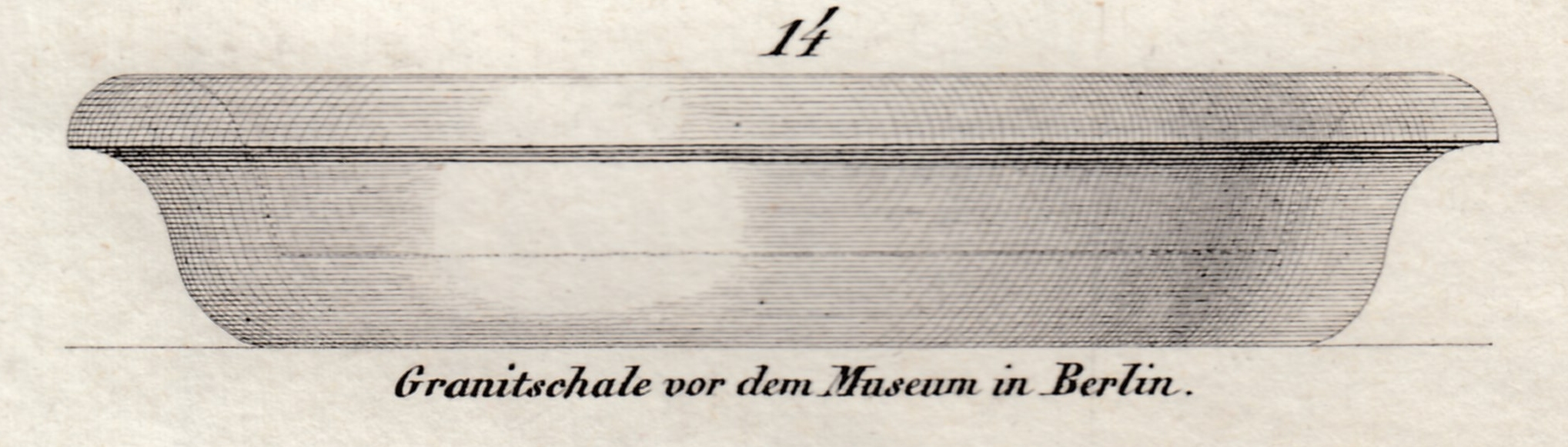
Profil der Schale

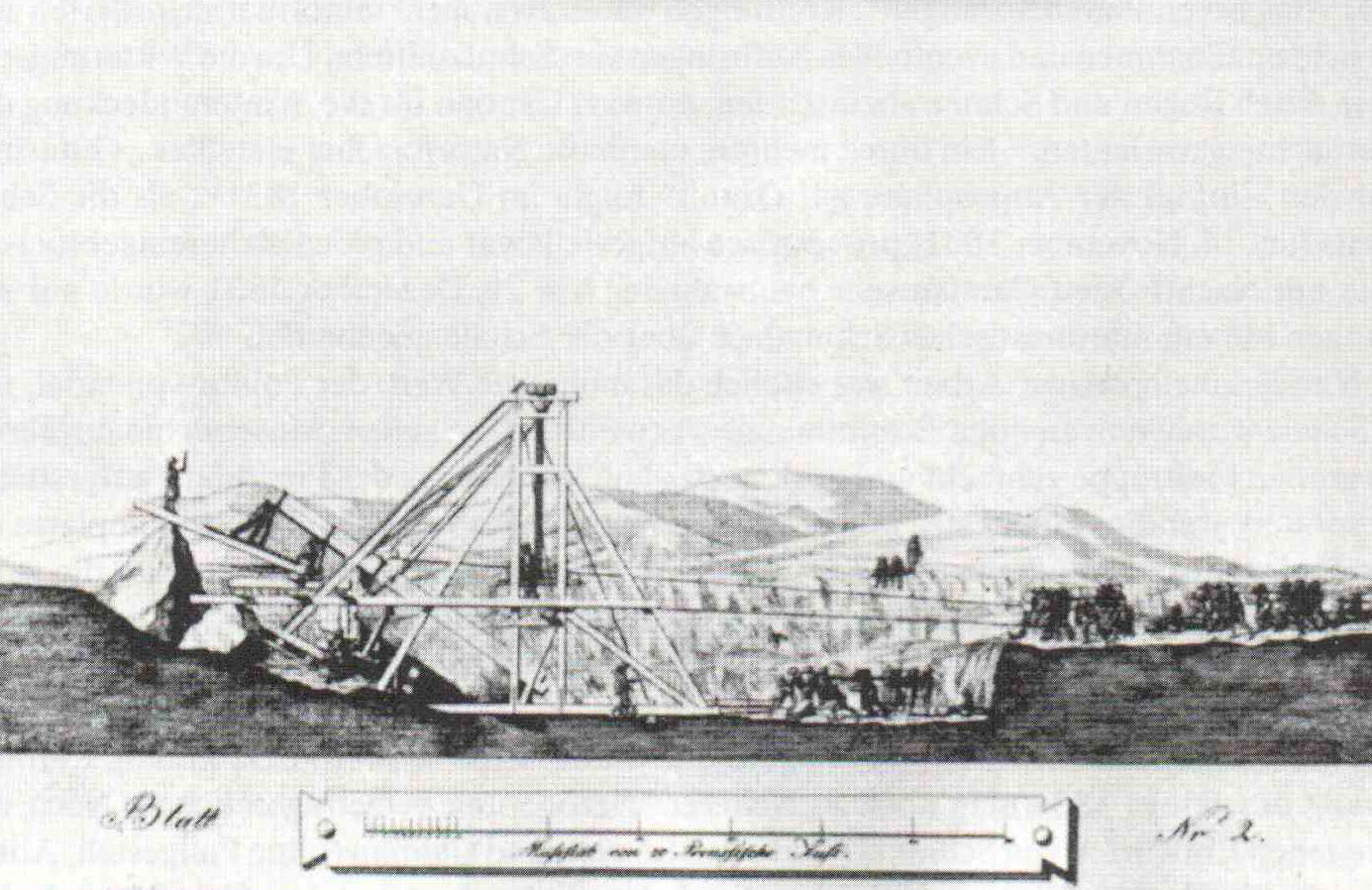
Federzeichnung von Cantian: Drehen der Schale in den Rauenschen Bergen. Der Schalenkörper ist auf der Skizze links etwa 30° als heller Balken schräggestellt erkennbar; er wird von mehreren Männern unterstützt. Links auf der Spitze des Felsen auf einem Balken hat sich vermutlich Cantian wiederum selbst dargestellt, der die Kommandos an die rechts und die rechts darunter befindlichen Arbeitskräfte an den Winden gibt.

Die Bearbeitung des Rohlings, der Transport und das Schleifen in Berlin wurden von der Öffentlichkeit mit großem Interesse verfolgt. Mit der Dokumentation wurde der Maler Johann Erdmann Hummel beauftragt, der mehrere Ölgemälde und Skizzen schuf. Einige sind erhalten, ein Bild vom Wenden der halbfertigen Schale in Berlin ist im Zweiten Weltkrieg im Märkischen Museum verbrannt. Hummel interessierte sich nicht für die Symbolik der Schale. Neben der Präzision des gemalten Bildes in der Darstellung der Perspektive und der Spiegelungen auf der Schalenunterseite ist bemerkenswert, dass sich Cantian (der Herr mit dem Zylinder) sowie die Söhne Hummels und deren Cousine auf einem der Bilder befinden.

### Steinspaltung
Die Arbeiten an der Schale begannen im Mai 1827. Arbeitstäglich waren 20 Steinmetze beschäftigt. Ein bis zwei Schmiede waren mit Formen und Härten der Steinmetzwerkzeuge an den Markgrafensteinen angestellt.
Zunächst wurde der Große Markgrafenstein von etwa 700–750 Tonnen Gewicht (Maße: Länge 7,8 m, Breite 7,5 m, Höhe 7,5 m) unter Einsatz von zehn Winden bis Mitte Juni erstmals um etwa 90 Grad gewendet (Abb.: von N nach S). Dieser Vorgang war die Voraussetzung dafür, dass ein entsprechend großes Steinstück am 24. August 1827 durch die Verwendung von 95 Eisenkeilen optimal abgespalten werden konnte.
Die erste Spaltung gelang nicht optimal und es mussten größere Steinüberstände mit Handwerkzeugen mühselig abgeschlagen werden. Die zweite Spaltung Anfang November gelang ebenso nicht optimal. Erneut musste weiterer Steinüberstand durch Abkeilen großer Steinstücke und mittels Steinmetzarbeit mit Fäustel und Meißel abgeschlagen werden. Es dauerte noch bis zum 23. Dezember 1827, die 5 Fuß (1,57 Meter) dicke Steinplatte (Abb.: bd-ac) zum Bearbeiten der Schalenunterseite zu wenden (Abb.: ba nach unten). Nach der Fertigstellung der Unterseite musste die 225 Tonnen schwere Platte mit 23 Hebezeugen und mit Hilfe von 100 Beschäftigten erneut gewendet werden. Dieser Vorgang wurde am 26. April 1828 abgeschlossen; anschließend erfolgte die Aushöhlung der Schale bis zum 4. August.

### Transport und Endbearbeitung

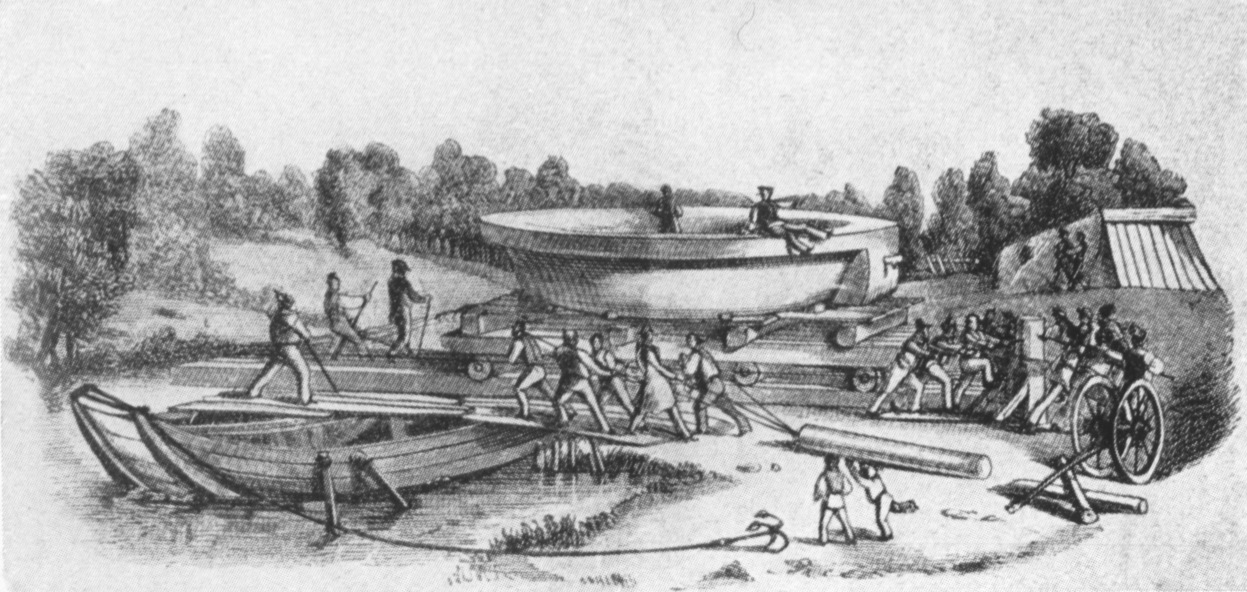
Schiffsverladung der rauen Granitschale, die auf einem Holzrahmen liegt. Cantian vermutlich 3. von links.

Das Herstellen der profilierten Schalenaußenseite und weitere Arbeiten an der Schale sowie spezielle Transportvorbereitungen, beispielsweise der Bau eines Holzbalkenrahmens, wurden Mitte September 1828 abgeschlossen. Während der Arbeiten konnten zum Frühstück auf dem Schalenrand 44 Arbeiter Platz finden.
Die Schale, die zu diesem Zeitpunkt zwischen 70 und 75 Tonnen wog, wurde mit Hilfe von Holzrollen zur Spree transportiert. Eine Bohlenbahn und eine Straße durch den Wald bis an die Spree wurden angelegt; die Trasse ist heute (Stand: 2008) noch erkennbar. Der Transport dauerte sechs Wochen; täglich kam man 600 Fuß (188 m) voran. 54 Personen wurden benötigt, um die Schale auf ein für diesen Zweck eigens ausgesteiftes hölzernes Schiff zu verladen.
Fertig poliert hätte die Schale während des langen Transportweges mit großem Aufwand gegen Kratzer und andere Beschädigungen gesichert werden müssen. Deshalb wurde zunächst lediglich ihre äußere Form fertiggestellt und diese mit rauer Oberfläche transportiert. Auf dem Weg nach Berlin musste die Grünstraßenbrücke erheblich abgestützt werden.
Am 6. November 1828 erreichte die Schale Berlin. Unweit vom Aufstellungsplatz am Alten Museum wurde sie in ein eigens errichtetes Gebäude am Packhof verbracht. Darin befand sich eine Dampfmaschine mit zehn PS Leistung, mit deren Hilfe die Schale in zweieinhalb Jahre dauernden Schleif- und Poliervorgängen verrundet und auf Hochglanz geglättet wurde.
Es war deutschlandweit das erste Mal, dass ein solches Hartgestein mit Maschinenunterstützung poliert wurde, wobei das Polieren von Rundungen und Aushöhlungen eine zusätzliche Erschwernis darstellte.
Beim Schleifen stellte sich heraus, dass die Schale drei Risse hatte. Diese Risse waren entweder natürlichen Ursprungs oder beim Spalten in den Rauenschen Bergen entstanden. Namhafte Naturforscher jener Zeit, wie von Klöden und Wöhler, untersuchten 1831 die Schale, und auf Drängen Cantians wurde sie im Winter unter ein Schutzdach gestellt. Vermutlich führte 1981 einer dieser Risse, die durch Frosteinwirkung im Laufe der Zeit vertieft wurden, zum Bruch der Schale.

### Aufstellung

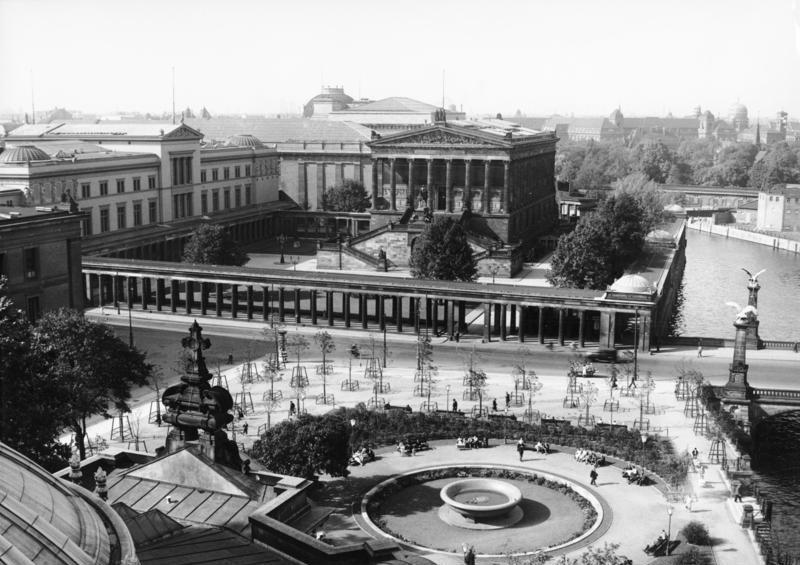
Blick vom Dom zur Nationalgalerie mit der hierhin versetzten Granitschale, um 1938

Das Museum wurde 1830 eröffnet. Cantian wollte die Schale auf hohe Säulen stellen. Dem widersprach Schinkel, der die Schale bodennah vor der Museumstreppe auf schlichten Granitsockeln aufstellen wollte. Der König gab dem Gesuch Schinkels statt. Die freie Aufstellung auf drei Sockeln ermöglichte den Blick ins Schaleninnere. Die Schale wurde am 14. November 1831 zunächst provisorisch aufgestellt und am 10. November 1834 offiziell an das Königliche Museum übergeben. Der Preis für die Schale war mit 12.000 Talern veranschlagt und betrug letztendlich 33.386 Taler. Diese Summe wurde erst nach einer Revision offiziell genehmigt.
Im Zuge der Umgestaltung des Lustgartens zu einem Paradeplatz 1936 wurde die Granitschale in die Grünanlage nördlich des Doms versetzt.

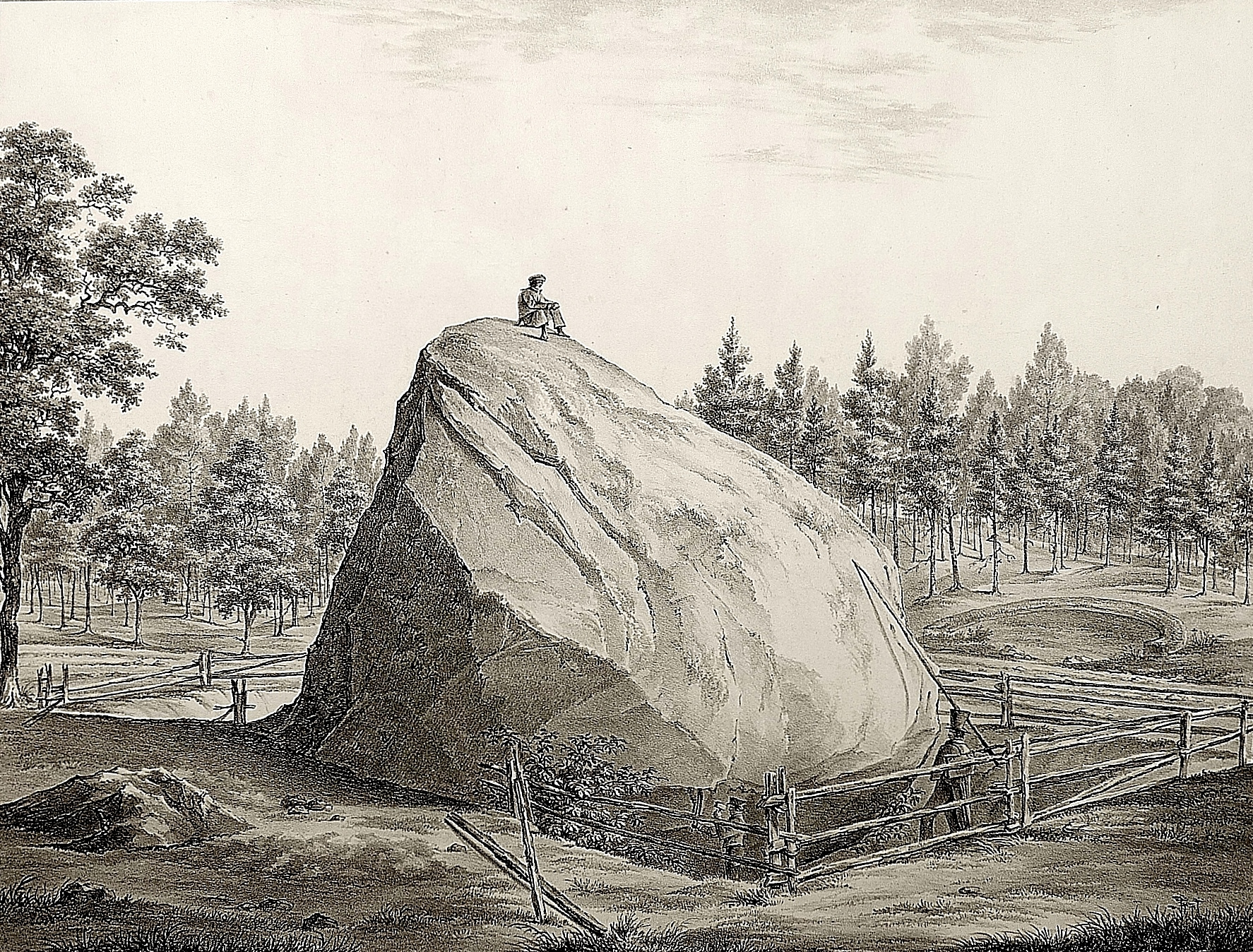
Lithografie des Großen Markgrafensteins von Julius Schoppe, wie er noch Pfingsten 1827 zu sehen war (Cantian rechts unten mit Zylinder).
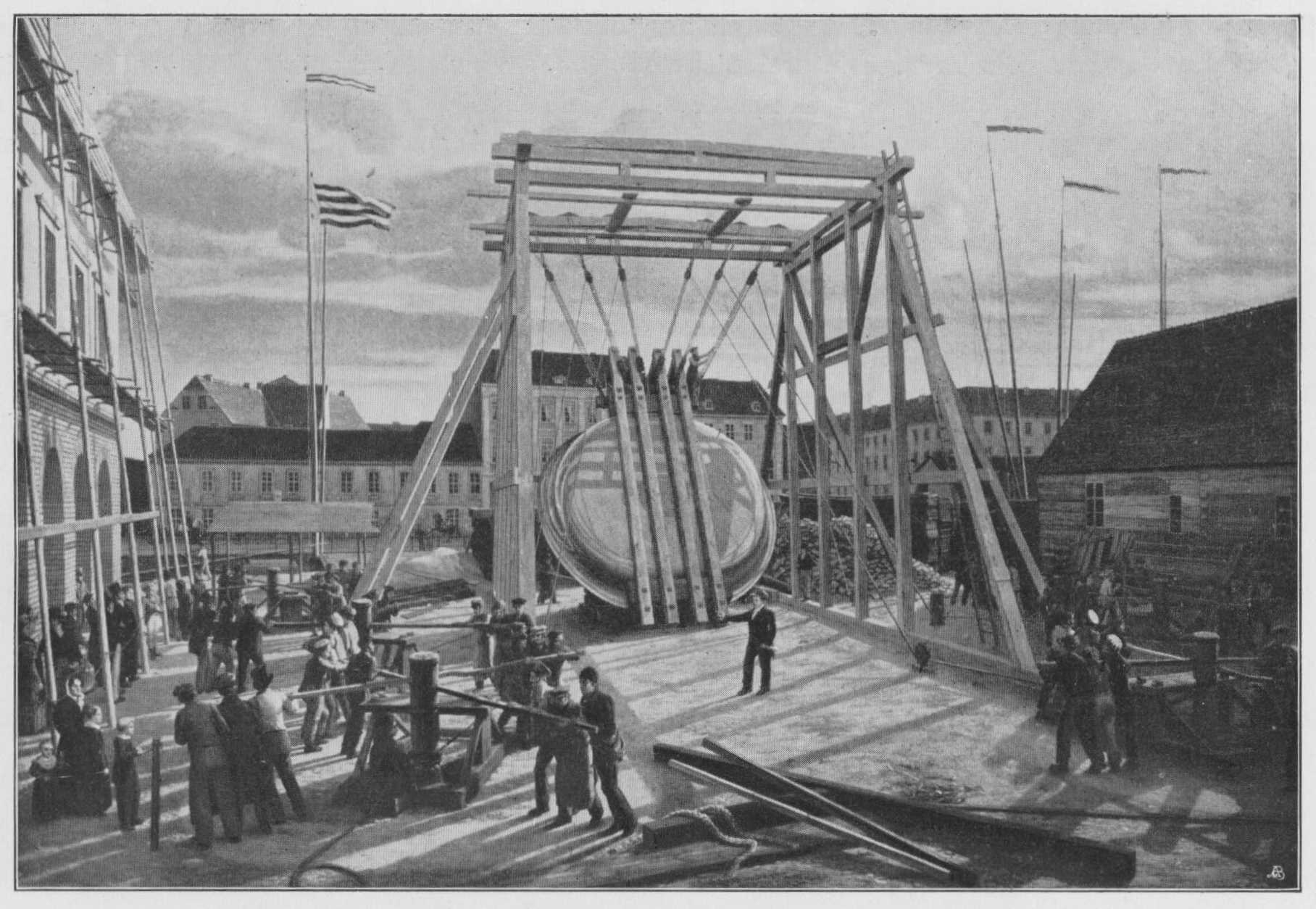
Das Umdrehen der Schale in Berlin nach dem Polieren der Unterseite. Vorne links sind die Winden zu sehen (Cantian vor der Schale).
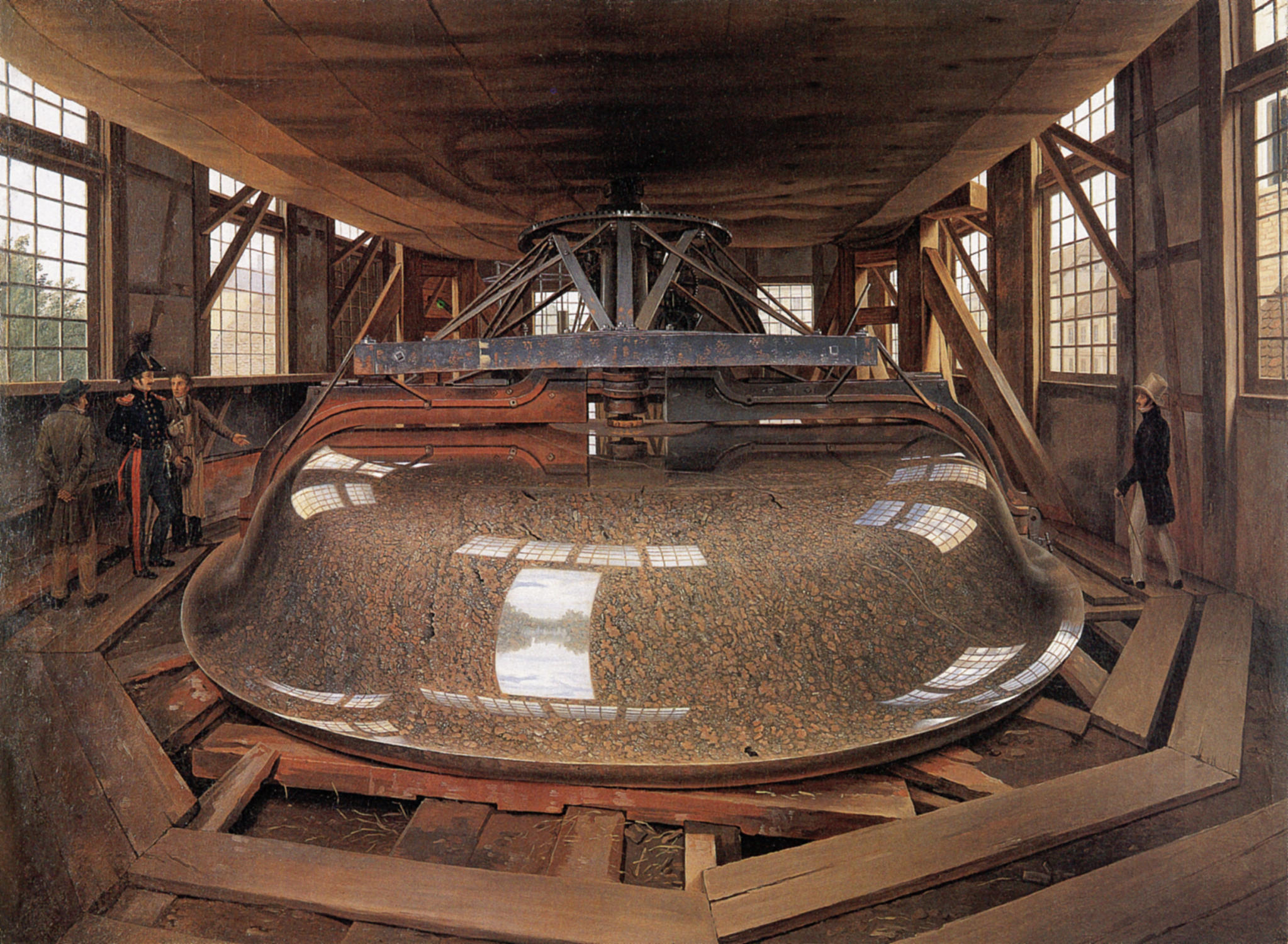
Abbildung der Schleifanlage mit Drehgestell, wobei der Schleifbügel die äußere negative Form der Außenschale hatte (rechts Cantian mit Zylinder)

## Zustand und Namensgebung

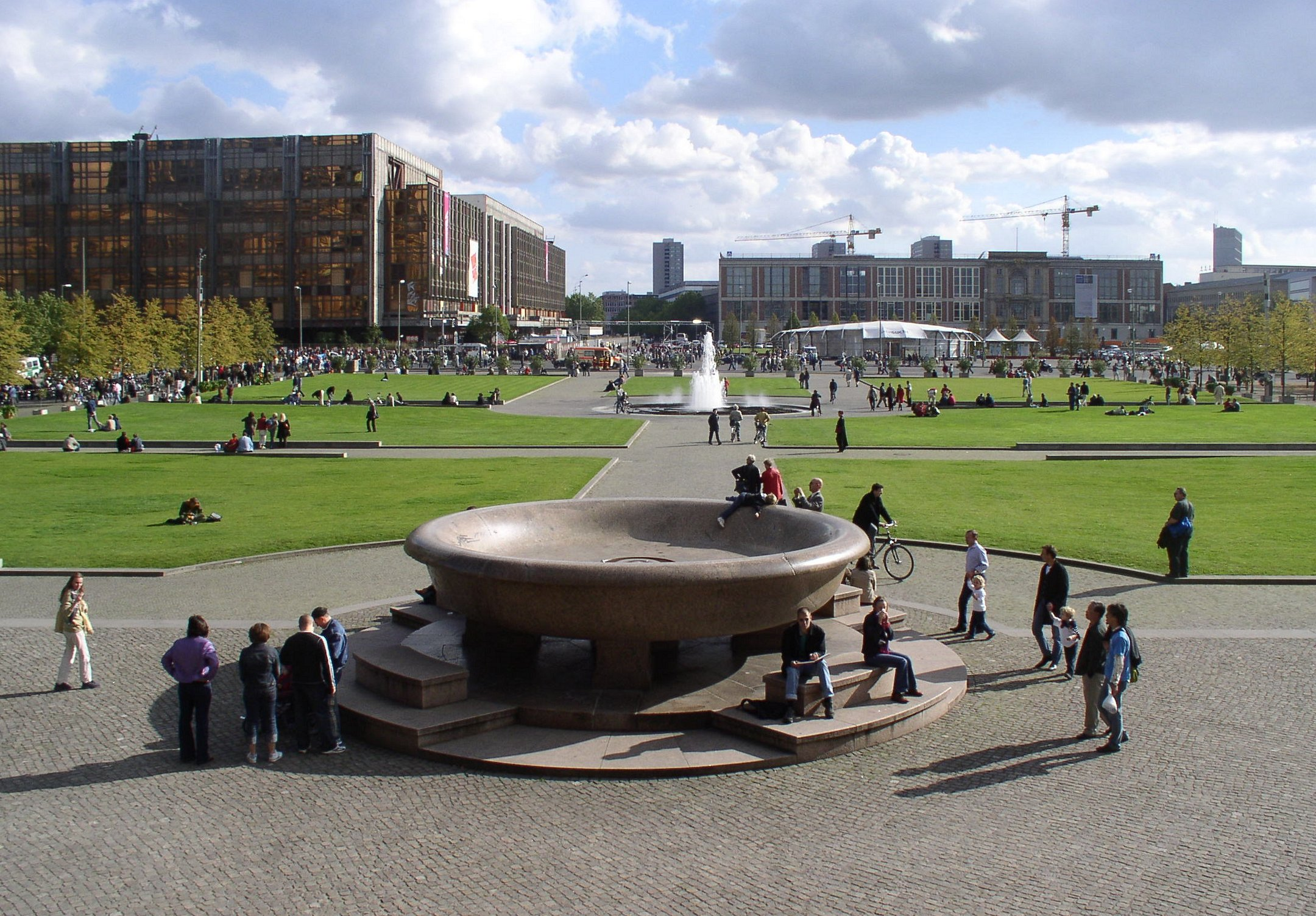
Schale im Jahr 2004 (v. links: Palast der Republik und Staatsratsgebäude der DDR)

Johann Wolfgang von Goethe erwähnte das Polieren von Granit, äußerte sich bewundernd über die 22 Fuß (6,9 m) messende Granitschale und nannte sie „Granitbecken“. Die Berliner gaben der Schale den Spitznamen „Suppenschüssel“. Später erhielt das Kunstwerk den Beinamen „Biedermeierweltwunder“. Da die Schale wegen ihrer Größe nicht an ihrem ursprünglich geplanten Aufstellungsort in der Rotunde innerhalb des Alten Museums aufgestellt werden konnte, war sie zum einen der Witterung ausgesetzt und wurde wegen ihres Standorts im öffentlichen Raum auch durch unsachgemäße Behandlung in Mitleidenschaft gezogen. Der Standort war unter anderem in der Weimarer Republik Schauplatz von Kundgebungen und Aufmärschen. Dabei wurde die Schale als Aussichtsplattform betreten und die Oberfläche zerkratzt. 1934 wurde sie nördlich des Doms versetzt, weil sie den Nazis für ihre Aufmärsche im Wege war und sie den Platz pflasterten. In der Schlacht um Berlin im Zweiten Weltkrieg wurde sie durch Granatsplitter beschädigt. In der DDR wurde der Lustgarten Teil des neuentstandenen Marx-Engels-Platzes. Die Schale lagerte lange zwischen den Baracken der Berliner Dombauhütte, bis sie im Jahre 1981 anlässlich des 200. Geburtstags von Schinkel wieder an ihrem früheren Platz aufgestellt wurde. Sie hatte einen Riss, der verkittet wurde und deutlich sichtbar ist. Eine größere Fehlstelle am Rand der Schale, die durch Kriegseinwirkung entstanden war, wurde mit einer sogenannten Vierung aus rotem Granit ausgebessert (siehe Abbildungen).
Nach rund 190 Jahren im Freien hat die Politur der Schale gelitten. Das Ölbild der fertiggestellten Schale von Johann Erdmann Hummel aus dem Jahr 1831 zeigt die ursprünglich spiegelglatte Oberfläche. Die Schale steht heute unter Denkmalschutz. Im Oktober 2020 wurde sie von Jugendlichen mit teils vulgären Graffiti besprüht, was deutschlandweit wahrgenommen wurde und zu scharfen Kommentaren von Kulturfunktionären führte.

Schadensbeseitigung an der Granitschale
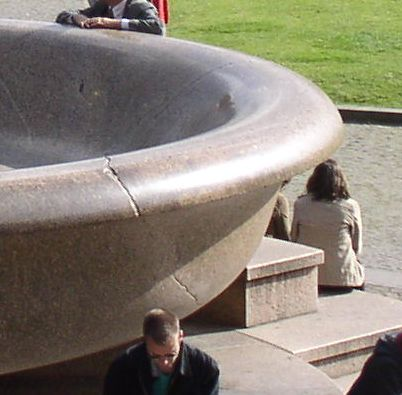
Gekitteter Riss der Schale
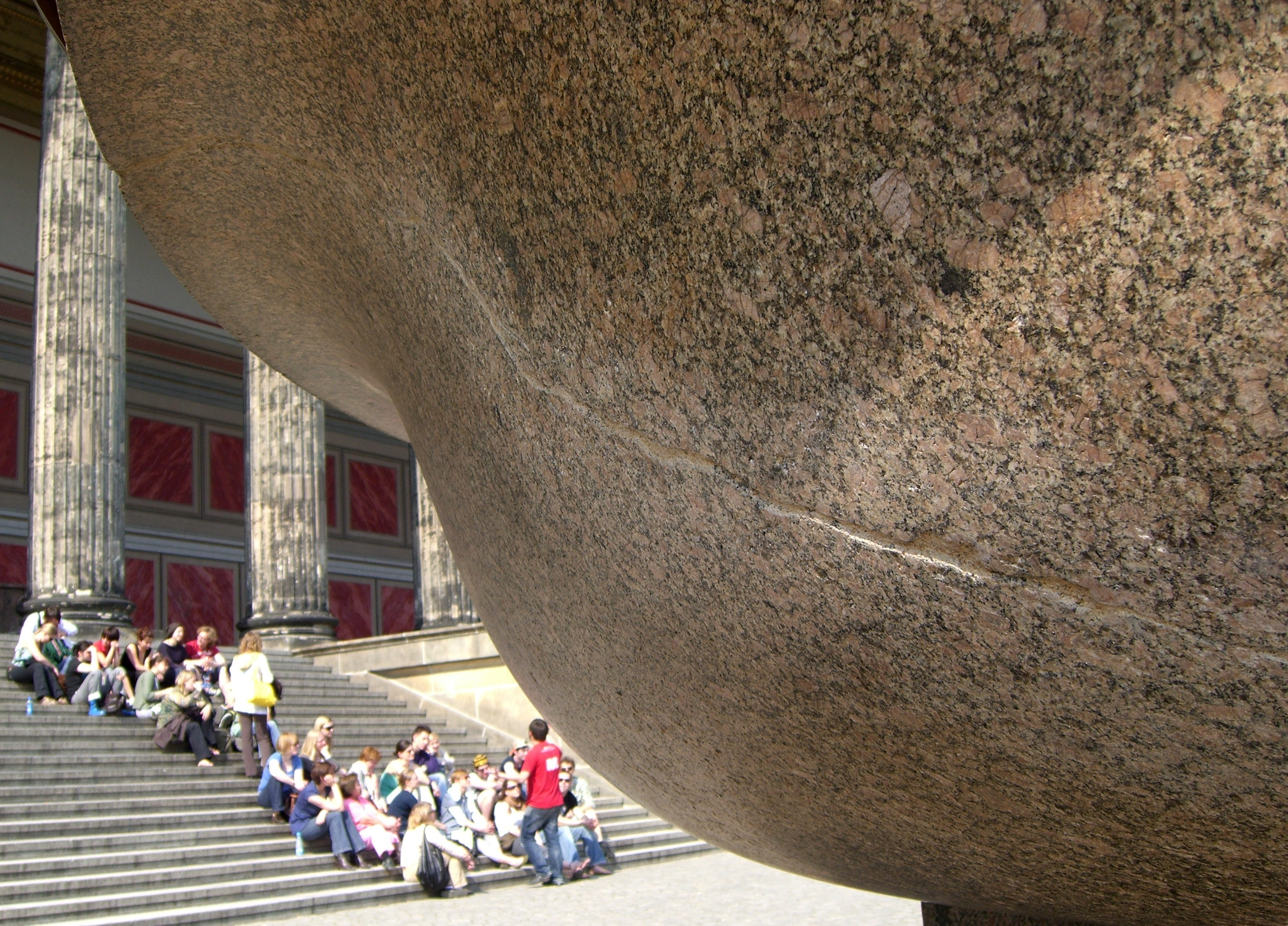
Profil und der gekittete Riss in Detailansicht
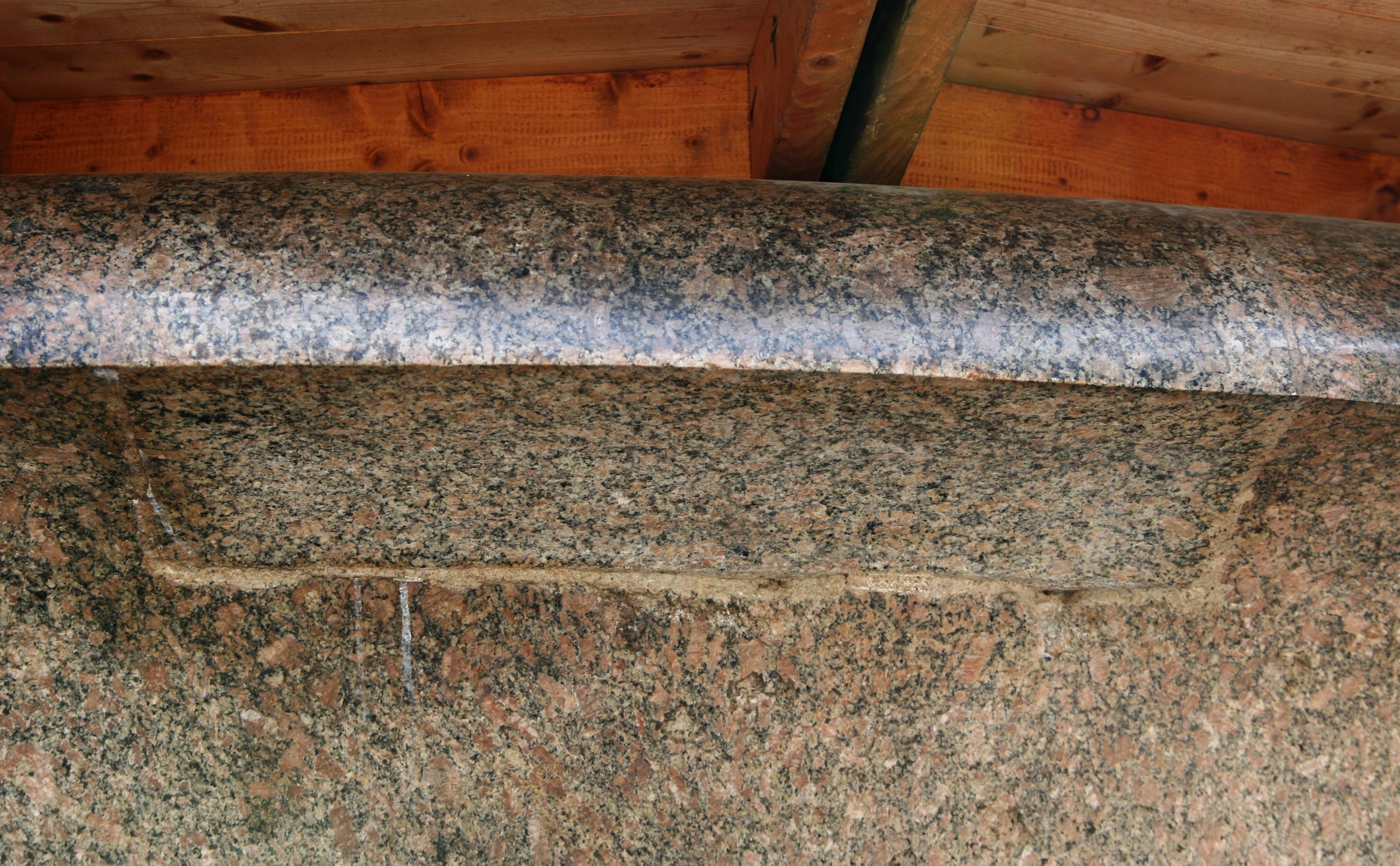
Ersatzstück (Vierung), ein ausgebesserter Kriegsschaden

## Verwendetes Gesteinsmaterial
Die Granitschale besteht aus einem mittelkörnigen Granit mit porphyrischer Textur aus dem Gebiet um Karlshamn in Südschweden. Der 60 bis 70 Volumenprozent-Anteil rosafarbener Feldspatkristalle geben der Schale ihre rötliche Farbe. Es handelt sich um Mikrokline (Alkalifeldspat) mit häufigen Karlsbader Zwillingen. Daneben sind Plagioklase (Kalknatronfeldspäte) mit 9 bis 11 Volumenprozent und Quarz mit 10 bis 14 Volumenprozent am Gesteinsaufbau des Granits beteiligt.
Anlässlich der Neugestaltung des Lustgartens von 1997 bis 1999 wurde der Sockel aus grauem Lausitzer Granit durch einen rötlichen französischen Granit ersetzt. Die Granitschale und die drei Schalensockel bestehen aus Granit aus Südschweden aus dem Präkambrium; die Sockelumrahmung von dem aus der Bretagne stammenden Granit Rose de la Clarté (Karbon). Das die Schale umgebende Pflaster besteht aus Oberdorlaer Muschelkalk (Trias) aus dem Ort Oberdorla in Thüringen sowie aus Chinesischer Grauwacke.

## Weitere große Steinschalen
Die Berliner Schale im Lustgarten ist keineswegs ein Solitär aus jener Zeit.
- In der Eremitage in Sankt Petersburg ruht eine ovale Schale aus Revnev-Jaspis in einer Größe von 5,04 m × 3,22 m auf einem etwa zwei Meter hohen Sockel. Die Herstellung der Jaspis-Schale dauerte von 1820 bis 1843. Bemerkenswert an dieser Schale ist, dass sie aus dem weltgrößten Jaspisstück, einem Schmuckstein, aus dem sonst Schmuckgegenstände gefertigt werden, hergestellt wurde. Der Umfang der Schale beträgt 12,55 Meter (knapp 40 Fuß).
- Die Porphyrschale aus einem Stück im Vatikanischen Museum, die wahrscheinlich aus Neros Goldenem Haus stammt, ist mit einem Umfang von 13,97 Meter (44,5 Fuß) etwa ein Drittel kleiner als die Granitschale im Berliner Lustgarten.